# Titus Aelius Martialis
Titus Aelius Martialis war ein römischer Architekt im 2. Jahrhundert. 
Er ist durch seine Grabinschrift aus Rom bekannt. Diese besagt, dass er Architekt der kaiserlichen Reitertruppe (Equites singulares) war.